# زیارت (نیشابور)
زیارت (نیشابور)، روستایی از توابع بخش سرولایت شهرستان نیشابور در استان خراسان رضوی ایران است.

## جمعیت
این روستا در دهستان سرولایت قرار دارد و براساس سرشماری مرکز آمار ایران در سال ۱۳۸۵، جمعیت آن ۸۲ نفر (۲۰خانوار) بوده‌است.